# تود دودغ
تود دودغ (بالإنجليزية: Todd Dodge)‏ هو مدير فني أمريكي، ولد في 21 يوليو 1963 في بورت أرثر في الولايات المتحدة.